# Flat Creek Township (comté de Pettis, Missouri)
Flat Creek Township est un ancien township, situé dans le comté de Pettis, dans le Missouri, aux États-Unis,.
Le township est fondé en 1846 et baptisé en référence au cours d'eau du même nom.

### Source de la traduction
- (en) Cet article est partiellement ou en totalité issu de l’article de Wikipédia en anglais intitulé « Flat Creek Township, Perry County, Missouri » (voir la liste des auteurs).